# فرد تايلر (لاعب كرة قاعدة)
فرد تايلر (بالإنجليزية: Fred Tyler)‏ هو لاعب كرة قاعدة أمريكي، ولد في 16 ديسمبر 1891 في ديري في الولايات المتحدة، وتوفي في 2 مارس 1994 في East Derry, New Hampshire ‏ في الولايات المتحدة.

## وصلات خارجية
- فرد تايلر على موقعبيزبول رفرنس.كوم (الدوري الرئيسي) (الإنجليزية)
- فرد تايلر على موقعبيزبول رفرنس.كوم (الدوري الثانوي) (الإنجليزية)